# Hãn quốc

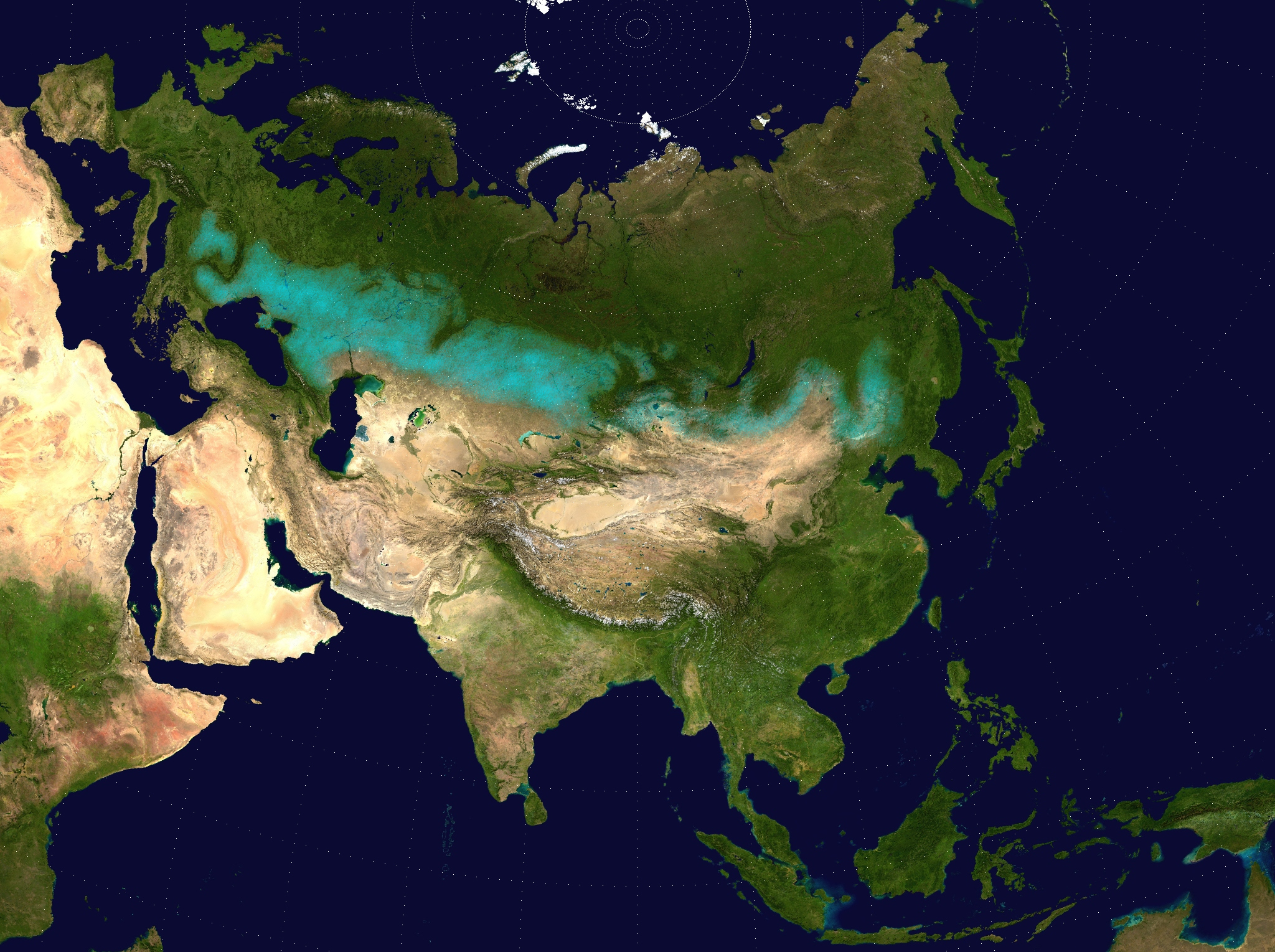
Dải thảo nguyên Âu Á (màu xanh nhạt) nơi nhiều hãn quốc hình thành

Hãn quốc, Khanat hay khaganat là một thực thể chính trị ở vùng Trung Á do quân vương với tước hiệu hãn (Khan) cai trị. Những tiểu quốc này tập trung ở miền bình nguyên Âu Á, lan xuống Ba Tư và miền núi Kavkaz. Phần lớn những xứ này theo Hồi giáo hoặc thuộc văn hóa Turk và Mông Cổ với nền kinh tế truyền thống dựa vào chăn nuôi mục súc.